# Học thuyết
Học thuyết là sự pháp điển hóa của niềm tin hoặc một tập hợp của giáo lý hoặc chỉ dẫn, các nguyên tắc hoặc vị thế được giảng dạy, chẳng hạn như bản chất của các giáo lý trong một nhánh kiến thức nhất định hoặc trong một hệ thống niềm tin.
Thông thường từ học thuyết hay giáo lý đặc biệt gợi ý một tập hợp của các nguyên tắc tôn giáo được một nhà thờ ban hành. Học thuyết cũng có thể đề cập đến một nguyên tắc của pháp luật, trong các truyền thống luật chung, được thiết lập thông qua lịch sử của các quyết định trong quá khứ, chẳng hạn như học thuyết tự vệ, hoặc nguyên tắc sử dụng hợp lý, hoặc học thuyết bán đầu tiên được áp dụng hẹp hơn. Một số tổ chức chỉ đơn giản định nghĩa học thuyết là "điều được dạy", hoặc là cơ sở cho việc giảng dạy mức thể chế cho nhân viên của mình về cách thức vận hành nội bộ.

## Sử dụng trong tôn giáo
Ví dụ về các học thuyết tôn giáo bao gồm:
- Thần học Kitô giáo: 
  - Các giáo lý như Ba Ngôi, sự sinh đẻ đồng trinh của Giêsu và chuộc tội
  - Cẩm nang giáo lý, Salvation Army [2]
  - Giáo lý xuyên biên giới và Thánh Mẫu trong thần học Công giáo La Mã. Bộ phận của Giáo triều Rôma liên quan đến các câu hỏi về giáo lý được gọi là Bộ Giáo lý Đức tin.[3][4]
  - Học thuyết thần học Calvin đặc biệt về tiền định "nhân đôi"
  - Giáo hội Giám lý của Vương quốc Anh đề cập đến "các giáo lý mà các nhà thuyết giáo của Giáo hội Giám lý được cam kết" là các tiêu chuẩn giáo lý [5]
- Yuga trong Ấn Độ giáo
- Postulation hoặc Syādvāda trong đạo Jaina
- Tứ diệu đế trong Phật giáo